# Time Crisis

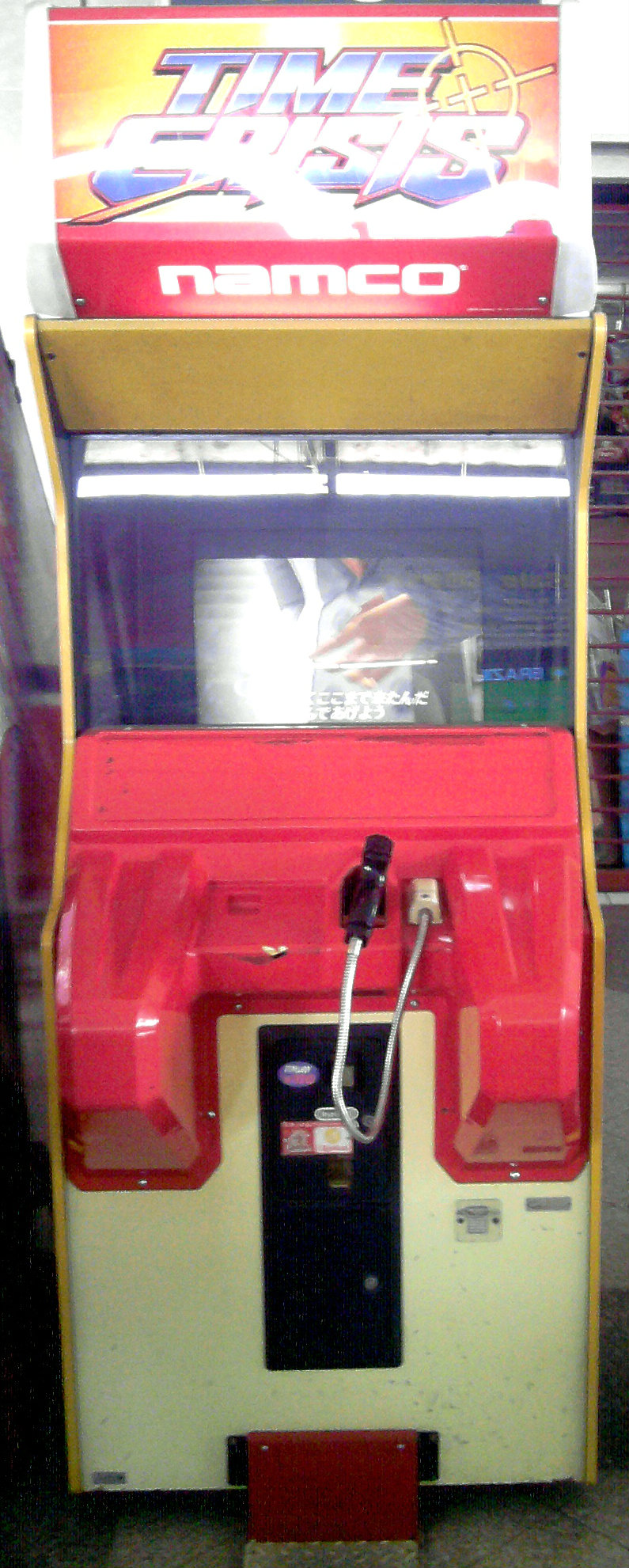
Cabinato arcade

Time Crisis (タイムクライシス?, Taimu Kuraishisu) è uno sparatutto con pistola ottica pubblicato da Namco nel 1995. Verrà più tardi convertito su PlayStation nel 1997 con allegato la pistola ottica GunCon.

## Trama
Nel 1995, la V.S.S.E., un'agenzia di protezione internazionale, aiuta il capo dell'opposizione della repubblica Sercia (località fittizia) William MacPherson a progettare un colpo di stato che rovescia un regime autoritario secolare. Poco dopo, MacPherson viene eletto primo presidente della repubblica di Sercia. Tuttavia, il principe ereditario Sherudo Garo, l'ultimo sopravvissuto del regime imperiale, complotta di ripristinare il vecchio ordine, lanciando una serie di attacchi e omicidi che destabilizzano rapidamente la nazione. Inoltre, Sherudo ha in ostaggio la figlia di MacPherson, Rachel, ed è imprigionata nel castello della sua famiglia su un'isola remota, e richiede segreti militari di vitale importanza in cambio della sua vita. MacPherson, disperato, contatta la V.S.S.E., che a sua volta invia l'agente veterano Richard Miller, per infiltrarsi nel castello e salvare Rachel. Miller raggiunge l'isola e fa esplodere la sua barca carica di esplosivo all'esterno del castello per creare un ingresso. Sherudo sente l'esplosione, ma il capo della sicurezza, Wild Dog, del quale è il braccio destro, lo rassicura che Miller non durerà a lungo contro i suoi mercenari altamente addestrati.
Nel frattempo, Miller affronta le truppe di Wild Dog nell'hangar sottomarino e si dirige verso il cortile principale contro una forte resistenza, raggiungendo infine la posizione di Rachel. Rachel lo avverte di un'organizzazione prima di essere portata via. Miller viene quindi affrontato dal principale killer di Wild Dog, Moz, e dalla sua unità. Li sconfigge e interroga Moz, che rivela che Rachel è stata trasferita alla torre dell'orologio. Lì, Miller viene attaccato da Sherudo, un lanciatore di coltelli addestrato, e lo uccide, trova Rachel tenuta sotto tiro da Wild Dog. Irritato dalla morte di Sherudo (dal momento che significa che non sarà pagato), Wild Dog rivela le sue intenzioni di far esplodere il castello con Richard all'interno e scappare con Rachel. Inseguendoli all'eliporto del castello, Miller arriva proprio mentre Rachel riesce a liberarsi, Dog le spara. Un furioso Miller ingaggia Dog in una sparatoria sul tetto, durante il quale Wild Dog accidentalmente mette in moto il suo detonatore, apparentemente uccidendosi in un'esplosione. Richard raccoglie Rachel ferita e fugge nell'elicottero di Sherudo proprio mentre il resto del castello va in fiamme. 

### Kantaris Deal
La versione PlayStation presenta una missione speciale conosciuta come Kantaris Deal, che si svolge diverse settimane dopo gli eventi della storia principale. Miller è allertato dalla V.S.S.E per la presenza di una fabbrica di armi illegale nascosta in un hotel di Sercia chiamato "Chateau Du Luc", con legami con l'organizzazione di Wild Dog. Viene incaricato di infiltrarsi nella fabbrica ed eliminare il suo proprietario, Kantaris. Dopo aver liberato la lobby, Miller ha tre percorsi diversi per il suo obiettivo. Il primo lo porta attraverso la sala da ballo con casinò, dove elimina un killer armato di falce di Kantaris, Web Spinner. Quindi la insegue in piscina mentre cerca di fuggire in aereo. Dopo aver abbattuto un cannone, Miller danneggia i motori del veicolo di Kantaris nel momento stesso in cui decolla, facendolo esplodere.
Il secondo percorso, a cui è possibile accedere solo se rimangono meno di 22 secondi sul timer (non riuscendo a prendere l'ascensore che sale verso la sala da ballo), passa invece attraverso il centro commerciale e scende in un sistema di smaltimento rifiuti. Lì, Miller usa un artiglio per colpire un buco nel muro, permettendogli di accedere alla fabbrica di armi sotterranee. Da lì, si dirige verso l'ufficio di Kantaris nella Lounge e sconfigge il suo droide di sicurezza personale. Il terzo percorso può essere reso disponibile se Richard non attiva l'artiglio in tempo. Invece di entrare nella fabbrica, passa attraverso il parcheggio. Dopo aver sconfitto un carro armato a gambe di ragno, Miller manomette l'auto di Kantaris, costringendola a schiantarsi. Se in uno di questi scenari Miller non riesce a intervenire abbastanza presto, Kantaris fugge e la missione viene interrotta (canonicamente, il gioco spin-off Time Crisis: Project Titan ha luogo dopo il fallimento della missione.)

## Modalità di gioco
Time Crisis è uno sparatutto con pistola ottica simile a Virtua Cop e The House of the Dead, in cui il giocatore impugna una pistola ottica e spara ai nemici su schermo. Time Crisis è molto conosciuto per il suo sistema di copertura, con cui i giocatori possono abbassarsi per evitare il fuoco nemico e ricaricare le loro armi. Nella versione arcade, un pedale viene usato per passare dalla posizione abbassata a quella di attacco. Nella versione console, un tasto replica la funzione del pedale. Il giocatore perde una vita se colpito dalle pallottole o un ostacolo se non riesce ad abbassarsi in tempo. Sono presenti tre livelli, ciascuno consiste di tre aree e un combattimento contro un boss.
Il cabinato arcade (introdotto in Point Blank) utilizza uno speciale chip di memoria per sincronizzare aree dell'immagine dello schermo come il giocatore ruota la pistola. La pistola ottica dispone anche di una funzione di contraccolpo che simula il rinculo reale della pistola; questa caratteristica non è presente nella versione PlayStation.
Il giocatore deve completare ogni area in un certo limite di tempo. Per evitare lo scadere del tempo, il giocatore deve sparare i nemici rapidamente e nascondersi solo quando necessario. Un'aggiunta di tempo si ottiene quando si supera un'area, e ci sono bonus di tempo ottenuti sparando determinati nemici che compaiono solo una volta, o un certo numero di nemici rapidamente. La versione PlayStation dispone di un'esclusiva modalità storia parallela, in cui le performance del giocatore (come completare rapidamente un'area) influenzano il percorso che intraprende nel gioco, ottenendo possibilità multiple.

## Doppiaggio
- Michael Guinn: Sherudo Garo
- Lynn Harris: Rachel MacPherson
- Ramsay Scott: Wild Dog